# Rick Warden
Rick Warden, egentligen Richard George Warden, född 29 september 1971 i Storbritannien, är en brittisk skådespelare. Han har en dotter som heter Jemima. Warden hade en framträdande roll som 1st Lt. Harry Welsh i den prisbelönade krigsserien Band of Brothers.

## Filmografi

### Filmer
- 1995 – Loved Up (TV-film)
- 1996 – Holed (kortfilm)
- 1996 – Different for Girls
- 1997 – In Your Dreams (TV-film)
- 1998 – Killing Time
- 1999 – Joan of Arc (TV-film)
- 1999 – Bravo Two Zero (TV-film)
- 1999 – Underground (TV-film)
- 1999 – The Routine (kortfilm)
- 1999 – Jesus (TV-film)
- 2000 – Honest
- 2000 – County Kilburn
- 2001 – The Last Minute
- 2002 – Shackleton (TV-serie)
- 2002 – Doctor Zhivago (TV-film)
- 2003 – Lucky Jim (TV-film)
- 2004 – Dunkirk (TV-film)
- 2004 – Passer By (TV-film)
- 2004 – Three Rules of Infidelity (kortfilm)
- 2004 – Kärlek & fördom
- 2005 – Dominion: Prequel to the Exorcist
- 2005 – Moving the Lawn (kortfilm)
- 2005 – Beneath the Skin (TV-film)
- 2005 – Imagine Me & You
- 2006 – Evol (kortfilm)
- 2006 – Renaissance (röst)
- 2006 – How Henri Came to Stay
- 2006 – Rabbit Fever
- 2008 – Doomsday
- 2008 – Good
- 2009 – Mr. Right
- 2013 – Fire Horse (kortfilm)
- 2014 – Pleasure Island

### TV-serier
- 1997 - An Unsuitable Job for a Woman (1 avsnitt)
- 1997 - Harry Enfield and Chums (1 avsnitt)
- 1998 - Ruth Rendell Mysteries (3 avsnitt)
- 2000 - Dalziel and Pascoe (1 avsnitt)
- 2001 - Band of Brothers (8 avsnitt)
- 2003 - Trust (1 avsnitt)
- 2003 - Mord i sinnet (1 avsnitt)
- 2004 - Swiss Toni (1 avsnitt)
- 1998 och 2004 - The Bill (2 avsnitt)
- 2004 - Murder Prevention (1 avsnitt)
- 2005 - M.I.T.: Murder Investigation Team (1 avsnitt)
- 2005 - Svindlarna (1 avsnitt)
- 2006 - No Angels (3 avsnitt)
- 2006 - Coming Up (1 avsnitt)
- 2006 - When Evil Calls (? avsnitt)
- 2005 och 2007 - Rome (5 avsnitt)
- 2007 - Trial & Retribution (1 avsnitt)
- 2008 - Primeval (1 avsnitt)
- 2007-2008 - Holby Blue (2 avsnitt)
- 2008 - Bonekickers (1 avsnitt)
- 2008 - Apparitions (6 avsnitt)
- 2010 - Holby City (3 avsnitt)
- 2012 - Mordutredarna (1 avsnitt)
- 2012 - Misfits (1 avsnitt)
- 2014 - Sherlock (1 avsnitt)
- 2014 - Uncle (1 avsnitt)
- 2014 - Kommissarie Banks (2 avsnitt)
- 2014 - Inspector George Gently (1 avsnitt)
- 2014 – Happy Valley (TV-serie)